# لورا رایدینگ
لورا رایدینگ جکسون (نام اصلی لورا ریچنتال؛ زاده ۱۶ ژانویه ۱۹۰۱– ۲ سپتامبر ۱۹۹۱)، معروف به لورا رایدینگ، شاعر، منتقد، رمان‌نویس، مقاله‌نویس و داستان‌نویس آمریکایی بود.

## اوایل زندگی
او در شهر نیویورک به دنیا آمد. پدر او ناتانیل ریچنتال، مهاجر یهودی از گالیسیا و مادرش سادی (با نام خانوادگی ادرشایم) بود. وی در دانشگاه کرنل تحصیل کرد و در سال ۱۹۲۰ با مورخ لوئیس آر. گوتشالک، که در آن زمان دستیار فارغ‌التحصیل در دانشگاه کورنل بود، ازدواج کرد. رایدینگ شروع به نوشتن شعر کرد و در ابتدا اشعار خود را (۱۹۲۳–۱۹۲۶) با نام لورا رایدینگ گوتچالک منتشر می‌کرد. او از طریق آلن تیت با انجمن شاعران فراری ارتباط برقرار کرد و آنها شعرهای او را در مجلهٔ فیوجیتیو منتشر کردند و در سال ۱۹۲۴ جایزه نشویل را به او دادند. ازدواج او با گوتشالک در سال ۱۹۲۵ به طلاق انجامید و در پایان آن سال به دعوت رابرت گریوز و همسرش نانسی نیکلسون به انگلستان رفت. او نزدیک به چهارده سال در اروپا ماندگار شد.